# تروگلیتازون
تروگلیتازون (انگلیسی: Troglitazone) یک دارو ضد دیابت و ضدالتهاب و از دسته دارویی تیازولیدیندیون‌ها است. این دارو برای افراد مبتلا به دیابت نوع ۲ تجویز می‌شد.
این دارو در سال ۱۹۸۳ میلادی ثبت اختراع شد و در سال ۱۹۹۷ برای استفاده پزشکی تأیید شد. متعاقباً لغو شد.

## مکانیسم عمل
تروگلیتازون، مانند سایر تیازولیدیندیون‌ها (پیوگلیتازون و روسیگلیتازون)، با فعال کردن گیرنده‌های فعال‌کننده پراکسی زوم (PPARs) عمل می‌کند.
تروگلیتازون یک لیگاند برای PPARα و - قوی تر - PPARγ است. تروگلیتازون همچنین حاوی بخش آلفا توکوفرویل است که به طور بالقوه علاوه بر فعال سازی PPAR، فعالیتی شبیه ویتامین E به آن می‌دهد. نشان داده شده است که این دارو التهاب را کاهش می‌دهد: استفاده از تروگلیتازون با کاهش فاکتور هسته‌ای کاپا-B (NF-κB) و افزایش همزمان در مهارکننده آن (IκB) همراه بود. NFκB یک تنظیم کننده مهم رونویسی سلولی برای پاسخ ایمنی است.